# Poul Nielson

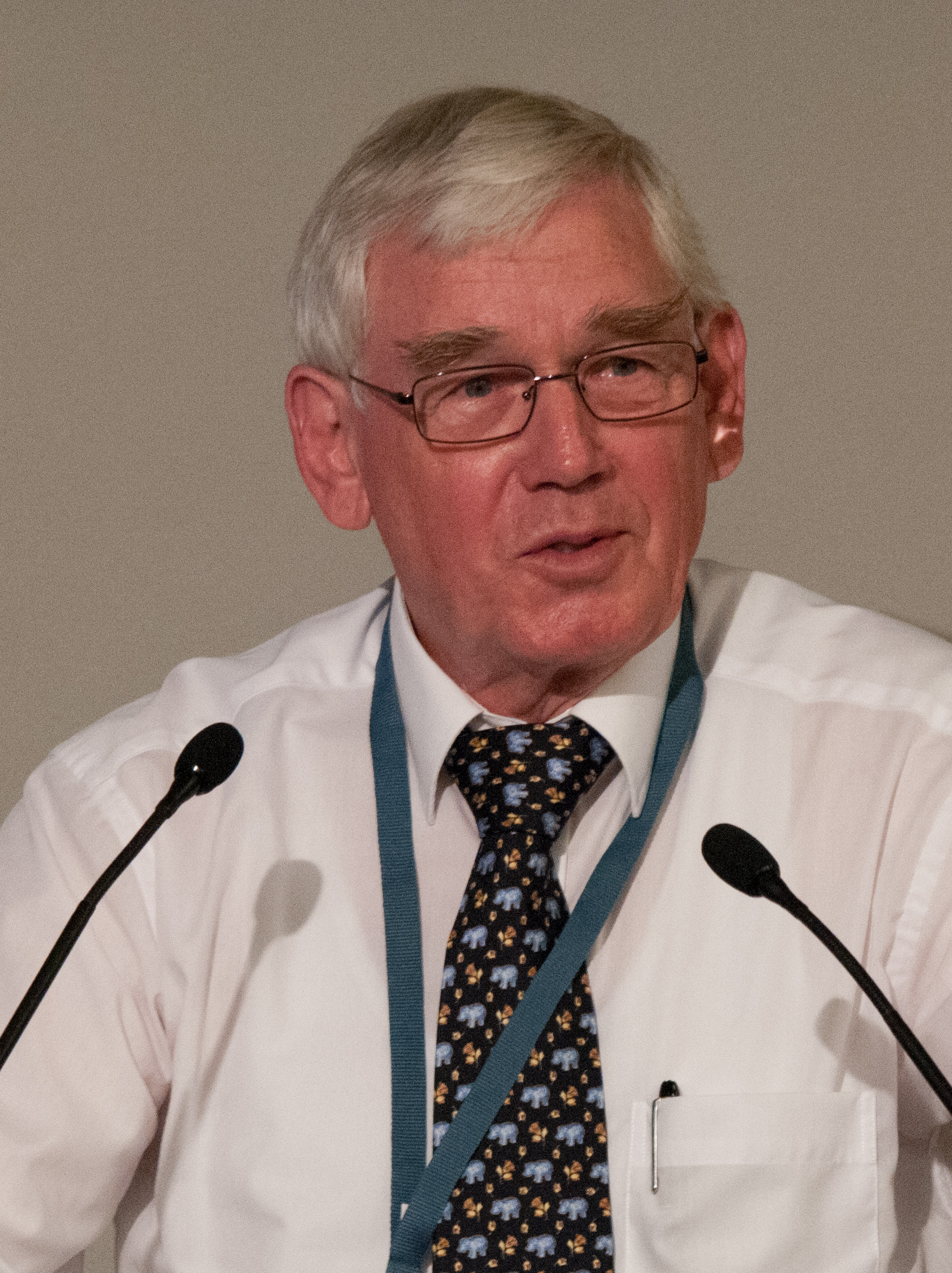
Poul Nielson (2016)

Poul Nielson (11 de abril de 1943) es un político danés, miembro del Partido Socialdemócrata de Dinamarca.
Fue ministro de Energía en el cuarto y quinto gobierno de Anker Jørgensen, desde el 26 de octubre de 1979 al 10 de septiembre de 1982. Posteriormente sería Ministro de Cooperación y Desarrollo en el segundo, tercer y cuarto gabinete de Poul Nyrup Rasmussen, desde el 27 de septiembre de 1994 hasta el 10 de julio de 1999. El 20 de enero de 2000 llegó a ser Comisario Europeo para el Desarrollo y la Ayuda Humanitaria, formando parte de la Comisión Prodi. Permaneció en el cargo hasta 2004, siendo sustituido por Louis Michel.